# Der kommende Gift- und Brandkrieg und seine Auswirkungen gegenüber der Zivilbevölkerung
Der kommende Gift- und Brandkrieg und seine Auswirkungen gegenüber der Zivilbevölkerung (1932) ist ein Sachbuch der Chemikerin und Pazifistin Gertrud Woker, das im Ernst Oldenburg Verlag in Leipzig verlegt worden ist. Es basiert auf wissenschaftlichen Kenntnissen über Kampfgase und behandelt auch Aspekte wie Wissenschaftsethik, Gesundheitsgefährdung, Katastrophenschutz, Lobbyismus-Kritik und Antimilitarismus in der Zeit zwischen den beiden Weltkriegen. Das Werk setzt sich zusammen aus Wokers Beiträgen seit 1924 und aus neu hinzugefügten Abschnitten.

## Inhalt
Im ersten Kapitel stellt Woker anhand der Erfahrungen des Ersten Weltkriegs die Verbindungen zwischen Wissenschaft und Krieg dar, im zweiten Die Wirkungen der Giftgaswaffe im Weltkrieg nach Berichten von Augenzeugen. Kapitel 3 befasst sich mit der angeblichen Humanität der Gaswaffe und dem genasführten Völkerrecht und Kapitel 4 zeichnet die Entwicklung der chemischen Kriegstechnik seit der Abrüstungskonferenz in Washington nach. Das fünfte Kapitel gibt Auskunft über die Zusammensetzung und Wirkungen der Giftgase. Verdeutlicht wird dies anhand einer Tabelle zu 53 Stoffen, darunter auch das Gelbkreuzgas, jeweils mit Angaben zu den folgenden Faktoren: Bezeichnung, Formel, Dichte, Siedepunkt, Flüchtigkeit, Unerträglichkeitsgrenze und Wasserbeständigkeit. In Kapitel 6 geht Woker der Frage nach, ob die Zivilbevölkerung durch die modernen Kriegsmethoden gefährdet ist und kommentiert im nächsten den Bericht einer Studienkommission des Völkerbundes über den chemischen Krieg. Im achten Kapitel erläutert Wokers ihre Einschätzung, dass es eine Internationale der Rüstungsindustriellen gibt, mit der in Sachen Völkerbund und Giftgaswaffe gerechnet werden muss, denn:

„Seit der Einbeziehung der chemischen Waffe wird die Internationale des Kapitals noch in ungleich höherem Maße am Gängelbande der Rüstungsindustrie geführt, als dies vor Zeiten der Fall war, als Stahl- und Explosivstoffindustrie allein Kriegsinteressentinnen waren. Dieser Geist des brutalen Materialismus umklammert mit eisernem Griff die Nationen, legt die Tätigkeit des Völkerbundes lahm, hemmt den guten Willen zur Abrüstung – wo ein solcher überhaupt besteht –, ja, ruft vielmehr einem den dauernden Frieden verunmöglichenden Wettrüsten der Staaten mit all jenen Manövern, deren sich die Kriegsindustrie schon vor dem Weltkrieg bedient hat.“

Kapitel IX. Rohmaterialverschleuderung durch Kampfgasherstellung befasst sich mit der Frage natürlicher Ressourcen: „Die lebensnotwendigen Bodenschätze der Erde sind nicht unbegrenzt. Wir haben alle Ursache, sie vor Zerstörung zu bewahren. Jeder Krieg und jede Kriegsvorbereitung bedeuten Raubbau an diesen, das Leben künftiger Generationen ermöglichenden Bodenschätzen.“ Für Stoffe, die in der Medizin als Heilmittel gegen Erreger unentbehrlich sind, werde der Preis durch die Herstellung von Kampfgasen zu sehr in die Höhe getrieben, als dass sie für den zivilen Bereich erschwinglich blieben.
Woker schildert in Kapitel X. Blüten der Kampfgaspropaganda, dass diejenigen, die das Grausame und Inhumane des Gaskrieges herausstellen, mit dem Argument diskreditiert werden sollen, dass sie „durch die Bekämpfung des Gaskriegs einer grausameren Kriegführung Vorschub leisten“ (S. 243). Woker ergänzt zur Wirkung der systematischen Falschinformation bezüglich der Schädlichkeit der Giftgase: „Das brave Publikum frisst das natürlich restlos. Es braucht sich nicht einmal die Mühe zu nehmen, sich bei überlebenden Gelbkreuzkranken über die Natur ihrer unheilbaren Siechtums zu erkundigen; denn »so was gibts ja gar nicht«.“ (S. 246) Wokers Fazit zu diesem Kapitel lautet:

„Von den deutschen Gelbgasangriffen, bei denen die Truppen selbst und nicht das leere Terrain beschossen wurden, gibt ja Professor Meyer selber an: »Die Wirkung des Gelbkreuzes in der Flandernschlacht von 1917 steigerte sich mehr und mehr, und es kam wiederholt vor, daß der Gegner froh war, wenn er ein Viertel seiner Mannschaft unbeschädigt halten konnte.« Die drei Viertel anderen, die Beschädigten also, mögen sich dafür mit seiner berühmten Umschreibung der Senfgaswirkung getröstet haben, die also lautet: »Die Verwundungen sind an und für sich nicht tödlich, werden es aber häufig dadurch, dass der Atmungsprozeß in der Lunge unterbunden wird.« Das heißt also, wenn man jemandem die Kehle zuschnürt, so ist das an und für sich nicht tödlich. Man stirbt nur, weil man nicht mehr atmen kann! – und die Ehre des Senfgases ist gerettet.“

Es folgen die Kapitel XI. Theorie und Praxis der Kampfgasinteressenten. Das „Heldentum“ des modernen Krieges. Zur Gaskampfstatistik sowie XII. Fortschritte der aerochemischen Waffen, Verbots- und Kontrollmaßnahmen.
Der Rückblick im 13. Kapitel zieht zunächst Fazit: „Auch die Forscher, die freiwillig oder gezwungen, ihr Bestes in den Dienst des staatlich geförderten Mordens gestellt haben, sie mussten von Anfang an wissen, was die modernen Zerstörungsmittel in ihren Auswirkungen bedeuteten.“ Dann richtet Woker den Blick auf die gegenwärtige Situation [1932] und betont, dass sich hinter der Szene in jedem Staat die geheime Giftgasrüstung vollziehe und gegenseitige Überbietung das Ziel sei – „solange die Chemiker sich nicht auflehnen gegen die ungeheuerlichen Forderungen, die ein blindwütiger Militarismus an sie zu stellen wagt.“ Das Werk endet unter Bezugnahme auf eine Initiative des Pazifisten und Physikers Paul Langevin mit einer fünfseitigen Entwurfsfassung für einen Appell an die Wissenschaftler aller Länder.

## Publikationsabsicht
Im Vorwort von 1925 heißt es, dass die Erkenntnis gefördert werden soll, dass die Menschen hüben und drüben sich gleichen wie ein Ei dem anderen und dass es nur ein natürliches Vaterland gibt, „die Erde – und nur eine Sonne – ein einziges, allen gemeinsames Licht“. Es wird der Wunsch geäußert, dass „die folgenden Blätter“ nicht missdeutet werden mögen, auch wenn sie „manche bittere Wahrheit für diejenigen enthalten, welche gewohnt sind, bei sich und ihrem Land allein das Recht und bei anderen nur das Unrecht zu sehen.“ Die Blätter mögen ein Weckruf sein, so heißt es im letzten Absatz, um die Mentalität der Gewalt zu überwinden.
1932 schreibt Woker im Vorwort zur 6.–9. Auflage mit Blick auf das Wettrüsten der Staaten für den Völkermord, dass die, die Völker führen, seit der großen Katastrophe nichts anderes gelernt haben als neuen Zündstoff für Brandherde bereitzustellen. Die Vorbereitung zum Selbstmord der weißen Rasse werde seitens der Regierungen als Sicherheit ausgegeben und im Völkerbund werde aus der Hand von Regierungsindustriellen denjenigen ein Maulkorb verpasst, die etwas sagen, was verschwiegen werden soll. Woker vermutet, dass der Völkerbund nur zustande kam, um dem Gewaltprinzip neue Gestaltungsmöglichkeiten zu geben. Woker nimmt Bezug zur bevorstehenden Abrüstungskonferenz und äußert die Hoffnung, dass diejenigen sich durchsetzen werden, die als Konsequenz des Briand-Kellogg-Kriegsächtungspaktes Krieg als Mittel ablehnen.

## Wirkung
Das Werk erschien 1932 einige Monate nachdem der 4. Band von Wokers Katalyse. Die Rolle der Katalyse in der analytischen Chemie 1931 die Fachwelt erreicht hatte, ein „geradezu monumentales vierbändiges Werk“, „ein Standardwerk, welches niemand entbehren kann, der auf diesem wichtigen Gebiete arbeitet“, schreibt Isidor Traube, Professor an der Technischen Hochschule Charlottenburg, in einem Brief vom 13. September 1932 an Regierungsrat Rudolf in Bern, in dem er seine Verwunderung darüber äußert, dass Woker „noch nicht einmal den Titel ›Professor‹ erlangt hat.“ Traube weiter: „so möchte ich fast glauben, dass Frl. Woker ihrer pazifistische Tätigkeit, welche zu dem bedeutsamen Werke über den Gaskampft geführt hat, anstatt ihr die Hochachtung aller, die menschlich fühlen, einzubringen, ihr in Bezug auf ihr wissenschaftliches Vorwärtskommen Abbruch getan hat.“ Auf diese Vermutung hin erhält Traube die Erwiderung, dass sich in Bern Fakultät und Regierung bei ihren Beförderungsentscheidungen weder von unsachlichen noch von politischen Motiven leiten lassen, worauf Traube in seinem Brief vom 12. Oktober 1932 Bezug nimmt mit: „Ob das Werk über den Gaskrieg die Kritik verdient, welche demselben Herr Professor F. Mayer zuteil werden läßt, kann ich nicht beurteilen, aber ich habe auch nach dieser Richtung eine große Hochachtung für Frl. Woker, welche in der pazifistischen Frauenbewegung eine große Rolle spielt und sich gerade in Hinsicht der Bekämpfung des Gaskriegs durch zahlreiche Reisen und Vorträge einen Namen gemacht hat. Es freut mich zu hören, daß die pazifistische Tätigkeit Frl. Woker nicht geschadet hat“. In einer Rezension von Professor F. Mayer in der Frankfurter Zeitung vom 25. September 1932 hatte es geheißen, Der kommende Gift- und Brandkrieg und seine Auswirkungen gegenüber der Zivilbevölkerung sei in ausfallendem Ton und schlechtem Stil geschrieben und, so Gerit von Leitners Wiedergabe 1998, „[d]ie Verfasserin schieße in Polemik und Kritik weit übers Ziel, bringe viel Phantastisches und Unbewiesenes, so daß einer guten Sache mit schlechten Mitteln gedient würde.“ Die Berner Unterrichtsdirektion hatte in ihrer Antwort an Traube auf diesen Verriss von F. Mayer Bezug genommen, in dem lobend ein anderes Werk erwähnt wird (Rumpf 1928). Von Leitner zitiert aus Mayers Rezension, das Werk von Rumpf sei „eine durchaus sachliche Darlegung der Technik der Atemschutzgeräte“ als „Schutzwaffe für humane Friedenszwecke“, dessen zweiter Teil sich „streng sachlich“ beschäftige mit „dem Gasschutz für Deutschland im Falle kriegerischer Bedrohung mit Rücksicht auf die Tatsache, daß Deutschland gegenüber den schwergerüsteten Nachbarstaaten hier völlig wehrlos sei.“ (F. Mayer, 1932). Im Jahr darauf ist Der kommende Gift- und Brandkrieg und seine Auswirkungen gegenüber der Zivilbevölkerung auf der Liste der verbrannten Bücher 1933 zu finden.

## Die Ausgabe von 1932 und ihre Vorläufer

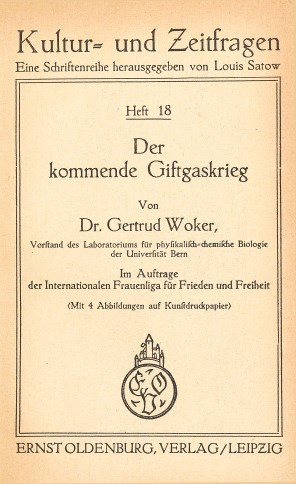
Der kommende Giftgaskrieg (1925)

- Gertrud Woker: Wissenschaft und wissenschaftlicher Krieg. Zentralstelle für Friedensarbeit, Zürich 1924,
  - Teil 1 in: Neue Wege, 18/9(1924), Seite 355–366 Digitalisat bei E-Periodica
  - Teil 2 in: Neue Wege 18/10 (1924), Seite 404–420 (Schluss) Digitalisat
- Gertrud Woker: Über Giftgase, Vortrag, gehalten beim Kongress der WILPF in Washington im Mai 1924. 7 Seiten, [Women’s International League for Peace and Freedom], Genève [ca. 1924]
- Gertrud Woker: Der kommende Giftgaskrieg, 94 Seiten, mit Illustrationen. Ernst Oldenburg Verlag, Leipzig [1925]. Digitalisat der Deutschen Nationalbibliothek
- Gertrud Woker: Im Zeichen der Wissenschaft dem Abgrund entgegen. Betrachtungen zum chemischen Krieg, in: Die Friedens-Warte 1925, S. 12–20
- Gertrud Woker: Völkerbund und Giftgaswaffe, in: Die Friedens-Warte, 1925, S. 134–137
- Gertrud Woker: Die Wahrheit über den Gaskrieg, in: Die Friedens-Warte, 1927, S. 5–8
- Gertrud Woker: Der kommende Giftgaskrieg, 5. [erw. u. verb.] Auflage, 134 Seiten, Ernst Oldenburg Verlag, Leipzig [1927]. Digitalisat
- Gertrud Woker: Über Giftgase Genève, 1930
- Gertrud Woker: Der kommende Gift- und Brandkrieg und seine Auswirkungen gegenüber der Zivilbevölkerung, 278 Seiten mit Illustrationen, 6.–9. Auflage, Ernst Oldenburg Verlag, Leipzig 1932